# 1816 în literatură
Anul 1816 în literatură a implicat o serie de evenimente și cărți noi semnificative.  

## Cărți noi
- Thomas Ashe - The Soldier of Fortune
- Benjamin Constant - Adolphe
- Selina Davenport - The Original of the Miniature
- Stéphanie Félicité, Comtesse de Genlis - Jane of France
- Jane Harvey - Brougham Castle
- Ann Hatton - Chronicles of an Illustrious House
- Barbara Hofland - The Maid of Moscow
- John Hoyland (writer) - English Quaker
- Leigh Hunt - The Story of Rimini
- Henry Gally Knight - Ilderim, a Syrian Tale
- Caroline Lamb - Glenarvon
- Agnes Lancaster - The Abbess of Valtiera
- José Joaquín Fernández de Lizardi - The Mangy Parrot
- Emma Parker - Self-deception
- David W. Paynter - Godfrey Ranger
- Thomas Love Peacock - Headlong Hall
- Henrietta Roviere - Craig-Melrose Priory
- Sir Walter Scott
  - The Antiquary
  - The Black Dwarf
  - Old Mortality
- Ann Sullivan - Owen Castle
- Sophia F.Ziegenhirt - The Orphan of Tintern Abbey